# Murat (Allier)
Murat település Franciaországban, Allier megyében. Lakosainak száma 267 fő (2022. január 1.). Murat Buxières-les-Mines, Chappes, Chavenon, Saint-Priest-en-Murat, Tortezais és Villefranche-d’Allier községekkel határos.

## Népesség
A település népességének változása:
| Lakosok száma | 409  | 295  | 301  | 280  | 290  | 295  | 295  | 280  | 272  | 267  |
|               | 1968 | 1982 | 1990 | 2006 | 2013 | 2015 | 2017 | 2019 | 2020 | 2022 |